# Narraga stalachtaria
Narraga stalachtaria är en fjärilsart som beskrevs av John Kern Strecker 1878. Narraga stalachtaria ingår i släktet Narraga och familjen mätare. Inga underarter finns listade i Catalogue of Life.